# مرخصی زایمان

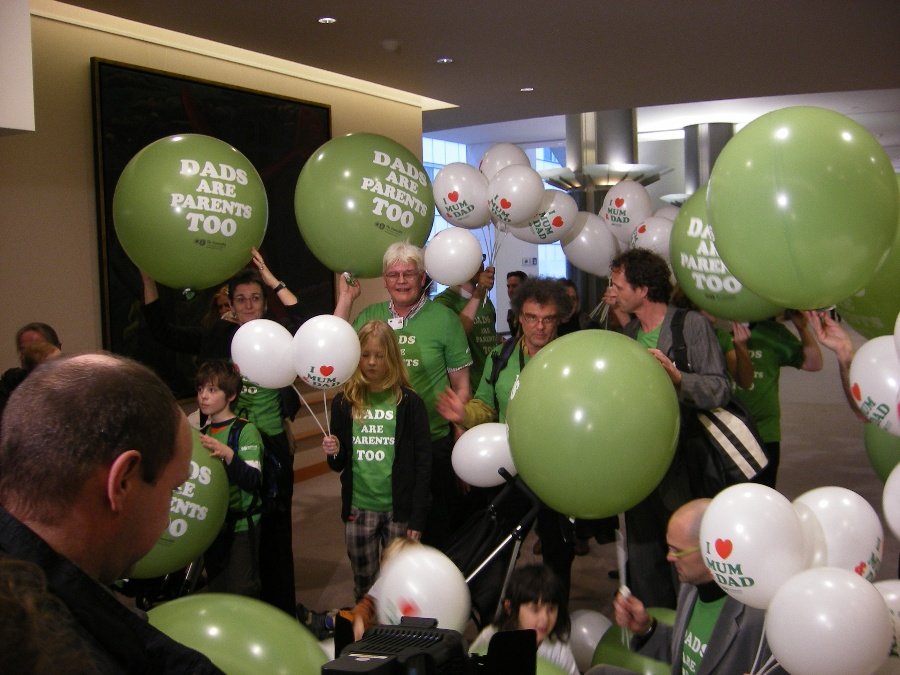
مرخصی زایمان

مرخصی زایمان (Parental leave) نوعی مرخصی یا ترک موقت از کار است که در قوانین کارِ بعضی از کشورها یا سیاست‌های برخی از شرکت‌های خصوصی تعریف شده‌است.
این نوع مرخصیِ شغلی می‌تواند به مادرانی تعلق گیرد که در دورانِ «پیش یا پس از وضعِ حمل فرزندشان» به سر می‌برند. تمام مادران بعد از زایمان نیازمند استراحت و مراقبت‌های ویژه‌ای هستند تا سلامتی خود را حفظ کرده و عوارض احتمالی وضع حمل را در کوتاه مدت و دراز مدت کاهش دهند. همچنین، در برخی موارد مادران طی «دوران پیش از زایمان» نیز به استراحت و مراقبت‌های ویژه ای نیازمند هستند که عمدتاً بنا به تشخیص پزشک لازم می‌شود.

## مرخصی زایمان در ایالات متحده آمریکا
در رابطه با مرخصی زایمان در ایالات متحده در قانون کار قوانینی تنظیم شده‌است.
برای بیشتر کارکنانِ ایالات متحده - جهت نگهداریِ فرزند تازه متولد شده یا مراقبت‌های بعد از زایمان - حقی برای بهره‌مندی از مرخصیِ با حقوق یا بدون حقوق وجود ندارد.